# Tony MacAlpine
Tony Jeff MacAlpine (ur. 29 sierpnia 1960 w Springfield w stanie Massachusetts) – amerykański muzyk i kompozytor, wirtuoz gitary elektrycznej, a także pianista i keyboardzista. Tony MacAlpine wraz z Vinniem Moore’em, Yngwie Malmsteenem i Jasonem Beckerem należy do najważniejszych przedstawicieli neoklasycznego heavy metalu lat 80. XX w. MacAlpine poza solową działalnością artystyczną współpracował z takimi wykonawcami i grupami muzycznymi jak: Steve Vai, Seven the Hardway, CAB, Devil’s Slingshot, Joey Tafolla, Jeff Loomis, Derek Sherinian, Vitalij Kuprij, Mark Boals, Planet X oraz Ring of Fire.
Latem 2015 roku u MacAlpinea został zdiagnozowany nowotwór. Choroba muzyka spotkała się ze znacznym odzewem ze strony środowiska muzycznego, szereg muzyków przekazało na aukcje charytatywne swe instrumenty, w tym m.in. Mike Mushok, Joe Satriani, John Petrucci oraz Steve Lukather. 12 grudnia 2015 roku w Wiltern Theater w Los Angeles odbyła się koncert charytatywny na rzecz muzyka. Wzięli w nim udział m.in. Mike Portnoy, Tom Morello, John 5, Steve Vai oraz Billy Sheehan. W 2016 roku, po uprzedniej operacji muzyk oznajmił, iż stan jego zdrowia uległ poprawie. Gitarzysta wznowił także działalność artystyczną.

## Dyskografia
| Albumy solowe - Edge of Insanity (1986, Shrapnel) - Maximum Security (1987, PolyGram) - Eyes of the World (1990, PolyGram) - Freedom To Fly (1992, Shrapnel) - Madness (1993, Shrapnel) - Premonition (1994, Shrapnel) - Evolution (1995, Shrapnel) - Violent Machine (1996, Metropolis) - Live Insanity (1997, Victor) - Master of Paradise (1999, Shrapnel) - Chromaticity (2001, Shrapnel) - Collection: The Shrapnel Years (2006, Shrapnel) - Tony MacAlpine (2011, FN Entertainment) - Concrete Gardens (2015, Sun Dog Records) CAB - CAB (2000, Tone Center) - CAB 2 (2001, Tone Center) - CAB 4 (2003, Favored Nations) - Theatre de Marionettes! (2009, Brunel Music) Planet X - Universe (2000, InsideOut Music) - Live from Oz (2002, InsideOut Music) - MoonBabies (2002, InsideOut Music) |  | Seven the Hardway - Seven the Hardway (2010, Mascot Records) Devil’s Slingshot - Clinophobia (2007, Mascot Records) Ring of Fire - Burning Live Tokyo (2002, Frontiers, Marquee) - Dreamtower (2002, Frontiers) - Lapse of Reality (2004, King Records) - Battle of Leningrad (2014, Frontiers Records) Mark Boals - Ring of Fire (2000, Frontiers) - Edge of the World (2002, Frontiers) Vitalij Kuprij - VK3 (1999, Shrapnel Records) M.A.R.S. - Project Driver (1986, Shrapnel Records) Joey Tafolla - Out of the Sun (1987, Shrapnel Records) Vinnie Moore - Mind’s Eye (1986, Shrapnel Records) - The Maze (1999, Shrapnel Records) Derek Sherinian - Oceana (2011, Mascot Records) |